# تيم هنتر (مخرج)
تيم هنتر (بالإنجليزية: Tim Hunter)‏ هو كاتب سيناريو ومخرج أمريكي، ولد في 15 يونيو 1947 في لوس أنجلوس في الولايات المتحدة.

## وصلات خارجية
- تيم هنتر على موقع IMDb (الإنجليزية)
- تيم هنتر على موقع ألو سيني (الفرنسية)
- تيم هنتر على موقع أول موفي (الإنجليزية)
- تيم هنتر على موقع قاعدة بيانات الأفلام السويدية (السويدية)
- تيم هنتر على موقع قاعدة بيانات الفيلم (الإنجليزية)
- تيم هنتر على موقع كينوبويسك (الروسية)